# Jeetze
El Jeetze o Jeetzel és un afluent esquerre de l'Elba als estats de Saxònia-Anhalt i Baixa Saxònia. Neix al nucli Altferchau de la ciutat de Klötze i desemboca al centre de la ciutat de Hitzacker.
El nom podria derivar de l'antic eslau jasenu que significa riu dels freixes, un arbre que estima les terres riberenques. Una altra explicació suposa que provingui del germànic geza (pujar) com que abans les obres de canalització iniciades als anys 1950, el riu sovint pujava en sens contrari quan hi havia aigües altes a l'Elba, amb freqüents inundacions al maresme, els prats molls i els pobles al seu marge com a resultat.

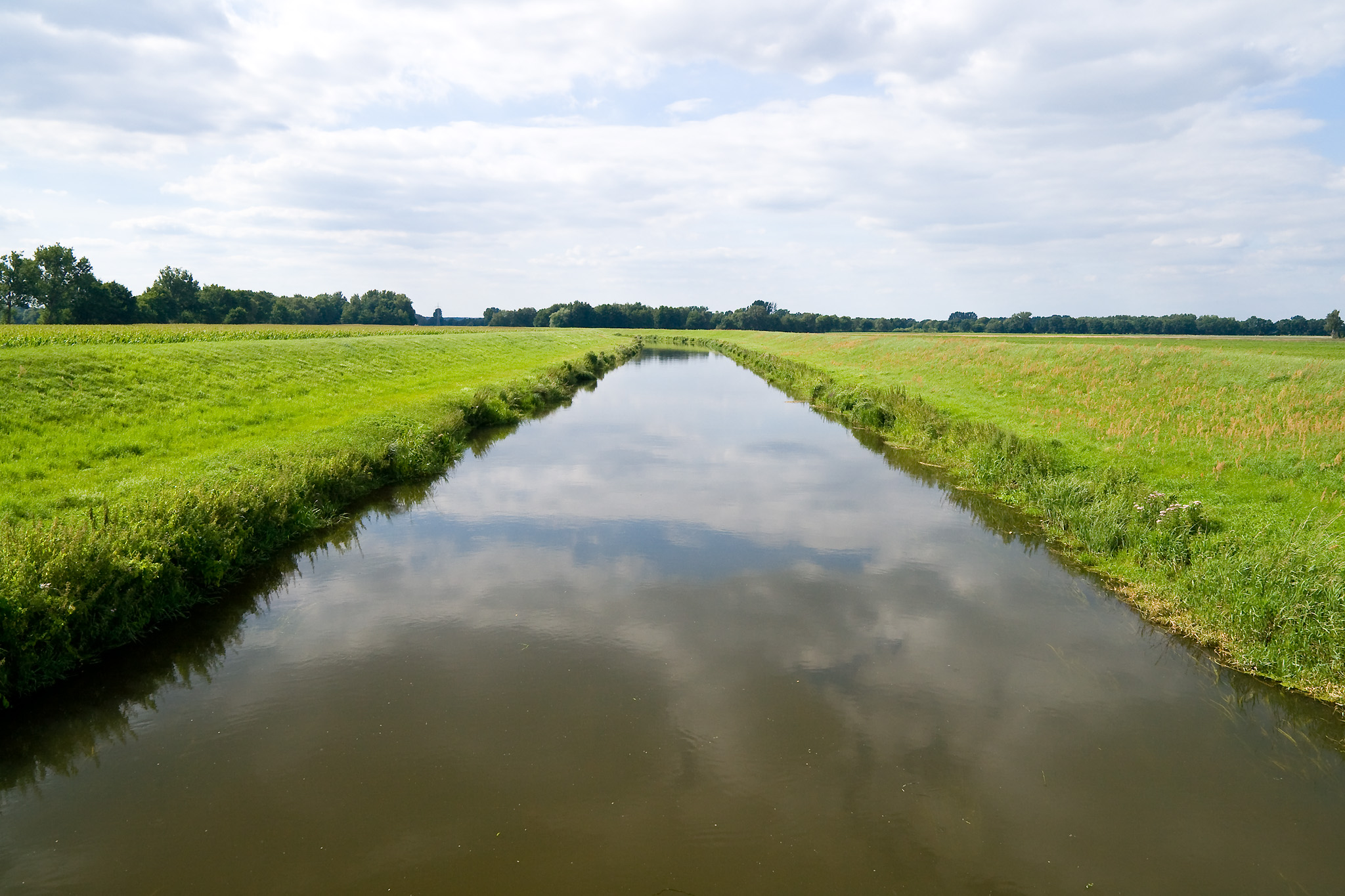
Jeetze(l)kanal

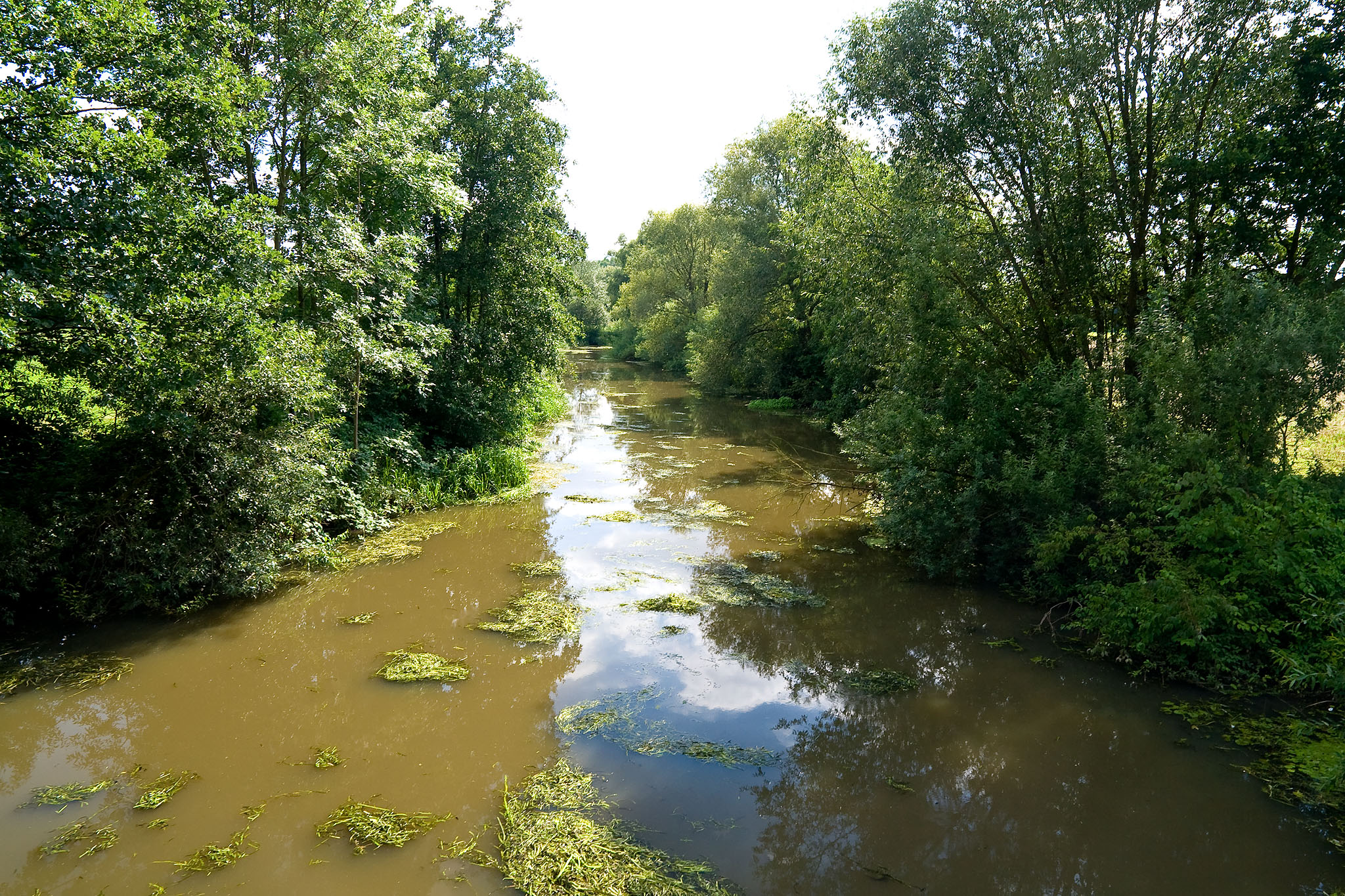
El vell Jeetze(l)

Es va excavar un canal dret i endigat anomenat Jeetzelkanal o Nou Jeetzel per a facilitar el desguàs, i el Jeetzel vell va mantenir el seu llit meandrós original, però amb només una fracció del deu cabal d'origen. Típic per al temps, aquestes intervencions van reduir el riu a la seva única funció de desguàs per tal de facilitar l'agricultura intensiva, van tenir un efecte negatiu sobre l'ecosistema i les planes d'inundació naturals com a dipósit en cas d'aigua alta. Tot i això, els trams canalitzats són fets de dics de sorra fràgils i no tenen prou capacitat, doncs el risc d'inundació queda de manera latent. Encara avui, el nucli antic de Hitzacker entre Elba i Jeetze, sofreix regularment d'aigües altes (entre d'altres el 2006, 2002 i 1895). Després de la catàstrofe del 2006 s'ha construït una resclosa antimarejada a la seva desembocadura i una nova estació de bombatge.
Afluents
- Marge dret: Landgraben, Purnitz, Lüchower Landgraben, Dannenberger Landgraben, Luciekanal[2]
- Marge esquerre: Tangelnscher Bach, Hartau, Salzwedeler Dumme, Graue Laake, Wustrower Dumme, Prisserscher Bach, Harlinger Bach

Llocs d'interès
- Els centres històrics de les ciutats de Hitzacker i Salzwedel
- L'Schulenburg, restes d'un castell de mota i pati de l'alta edat mitjana, seu de la nissaga dels Schulenburg a Stappenbeck.